# Algorithme de sélection
En algorithmique, un algorithme de sélection est une méthode ayant pour but de trouver le k-ième plus petit élément d'un ensemble d'objets (étant donné un ordre et un entier k).
La question de la sélection est un problème essentiel en algorithmique, notamment dans la recherche du maximum, du minimum et de la médiane. Plusieurs algorithmes ont été proposés et plusieurs contextes ont été étudiés : algorithmes en ligne, complexité amortie, complexité en moyenne, ensemble d'objet particuliers etc.
Le problème de la sélection est très lié aux algorithmes de tri : l'un des algorithmes classiques, Quickselect, utilise d'ailleurs le même principe que l'algorithme de tri Quicksort.

## Définition du problème
Le problème est le suivant : étant donné un ensemble de n objets, un ordre sur ces objets, et un entier k inférieur à n, trouver l'objet qui est strictement plus grand qu'exactement k objets.

## Algorithmes
Un algorithme simple consiste à commencer par trier les objets, puis de trouver le k-ième élément. Ceci peut-être fait avec une complexité de {\displaystyle O(n\log(n))} dans le pire cas, du fait de la complexité des algorithmes de tri.
On peut cependant arriver à une complexité en moyenne linéaire et même à une complexité linéaire dans le pire cas avec l'algorithme médiane des médianes,.